# Ostap Bender

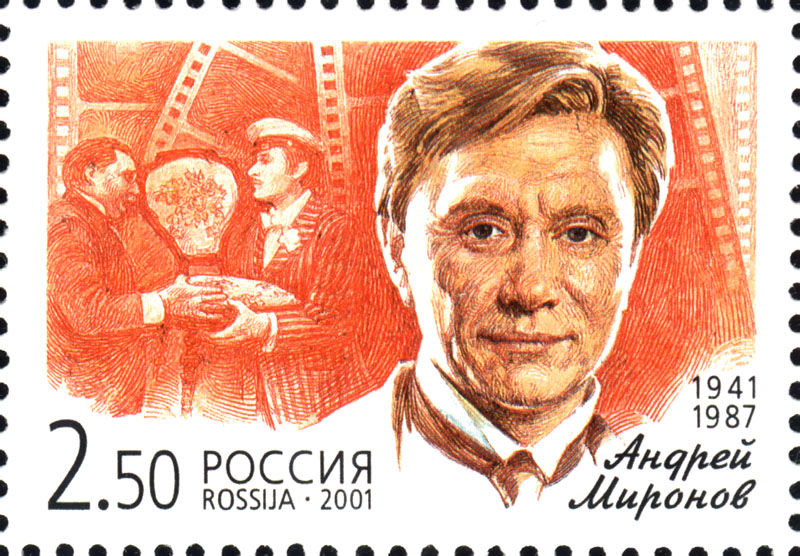
Andriej Mironow w roli Ostapa Bendera (rosyjski znaczek pocztowy z 2001).

Ostap Bender (ros. Остап Бендер; także: Ostap-Sulejman-Berta-Maria-Bender-Bej, Bender-Zadunajski, Ostap Ibragimowicz, gdzie „Ibragimowicz” jest patronimikiem) to postać fikcyjna, antybohater, mizantropiczny oszust, który po raz pierwszy pojawił się w powieści Dwanaście krzeseł (ros.: Двенадцать стульев) napisanej w roku 1928 przez tandem radzieckich autorów: Ilję Ilfa (1897–1937) i Jewgienija Pietrowa (1903–42). Występuje także w powieści tychże autorów z roku 1931 Złote cielę (ros.: Золотой телёнок).
W języku rosyjskim imię „Ostap Bender” stało się archetypową nazwą określającą kanciarza i oszusta.
W kulturze rosyjskiej Bender to postać niemalże kultowa, jego powiedzenia i krótkie, ale celne maksymy są często cytowane w rozmowach i funkcjonują na prawach przysłów.

## Przygody Ostapa Bendera
Według własnego określenia ten „Wielki Kombinator” prowadzi poszukiwania w Związku Radzieckim w okresie NEP-u, diamentowego skarbu, który był ukryty w jednym z dwunastu krzeseł. W końcówce powieści Bender zostaje zabity, ponieważ jego partner w poszukiwaniach Hipolit Matwiejewicz Worobianinow nie chciał dzielić się skarbem, który wydawał się być w ich zasięgu. 
Natomiast w drugiej powieści pt. „Złote cielę” Ostap Bender cudem „powraca do życia”, ale mając bliznę na szyi. Teraz Bender jest doświadczonym fachowcem, który posiada znajomość „czterystu względnie uczciwych sposobów przywłaszczania cudzych pieniędzy”. Tym razem jego celem jest zdobycie fortuny (która jest mu potrzebna by wyemigrować do Rio de Janeiro) przez szantażowanie nielegalnego milionera Korejki. W tym celu Bender tworzy międzynarodowy zespół współuczestników (sam Bender podkreślał, że jest synem obywatela tureckiego) składający się z: uczciwego kieszonkowca-pechowca Szury Bałaganowa (Rosjanina), drobnego oszusta w swoim wieku, Michała Panikowskiego (Żyda) oraz szczerego i szlachetnego Polaka (właściciela i kierowcy samochodu „Antylopa-Gnu”) Adama Kozlewicza. Kiedy Bender staje przed wyborem – miłość do Zosi Sinickiej lub milion rubli – wybiera fortunę. Milion ten nie przynosi mu jednak szczęścia w stalinowskim ZSRR i Bender dokonuje nieudanej próby ucieczki przez graniczący z Rumunią Dniestr, ale zostaje obrabowany przez żołnierzy rumuńskiej straży granicznej i zmuszony do powrotu do ZSRR. Na zakończenie Bender stwierdza: „Owacje są zbyteczne! Nie udało mi się zostać hrabią Monte Christo. Będą musiał przekwalifikować się na administratora domu!”.

## Pierwowzór

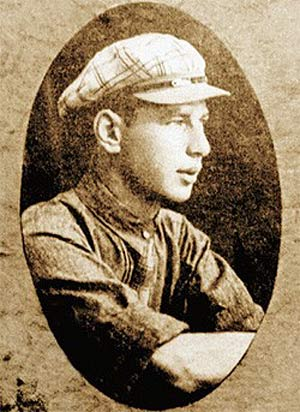
Osip Szor.

Część znawców uważa, że Ostap Bender to literacki obraz urodzonego 30 maja 1889 w Nikopolu Osipa Szora. Był on mieszkańcem Odessy, a w 1917 roku wstąpił do Instytutu Technologicznego w Piotrogrodzie (obecnie Petersburg), ale nigdy nie ukończył nawet pierwszego roku studiów. Po wielu przygodach powrócił do domu w roku 1919, a później opowiedział swoją historię Ilfowi i Pietrowowi.